# Accordo Carcaterra
L'accordo Carcaterra, così chiamato dal nome del capo della polizia Giovanni Carcaterra, fu un'intesa istituzionale stipulata in Italia nel 1954 ai fini della definizione delle rispettive sfere di competenza territoriale in cui avrebbero dovuto operare la Polizia di Stato e l'Arma dei Carabinieri. Veniva istituzionalizzata la cosiddetta ruralizzazione dell'Arma, secondo un processo che, però, fu presto interrotto.

## Contenuto
Secondo la visione di Carcaterra, infatti, la presenza dei Carabinieri avrebbe dovuto concentrarsi nelle aree rurali e nei piccoli centri abitati, lasciando che fosse la Polizia di Stato a operare nelle città. 
La dottrina prevista dall'accordo, quindi, sanciva la cosiddetta "ruralizzazione" dell'Arma dei Carabinieri:  confermando, in questo modo, una suddivisione di aree di competenza che era già stata voluta durante il ventennio fascista.

## Dibattito e critiche
Questa tendenza aveva colpito in modo pesante l'Arma, sia dal punto di vista del morale degli uomini sia sotto il profilo delle dotazioni in termini di mezzi e di caserme. 
La recrudescenza della criminalità cittadina degli anni sessanta diede l'occasione a Giovanni de Lorenzo, neo Comandante generale dell'Arma dei Carabinieri, di rinegoziarne i termini riportando i Carabinieri nelle città e ottenendo una maggiore disponibilità di fondi.